# The Peanut Butter Conspiracy
The Peanut Butter Conspiracy — американская психоделическая рок-группа 1960-х годов.
Они возникли в Лос-Анджелесе в 1966 году из группы фолк-рока «The Ashes», включавшей Джона Меррилла (гитара/вокал), Алана Брекетта (бас/вокал), Барбары «Сэнди» Робинсон (вокал), Спенсера Драйдена (ударные) и Джима Чернисса (гитара/вокал). Группа ранее была известна под названием «The Young Swingers», под которым выпустили два оставшихся незамеченными сингла. «Ashes» выпустили в 1966 г. на лейбле «Vault» один сингл «Is There Anything I Can Do?», написанный Джеки ДеШеннон. После этого Драйден покинул «Ashes», чтобы заменить Скипа Спенса в Jefferson Airplane, Робинсон ушла в декрет, и группа временно распалась.
Алан Брекетт возродил её с новым гитаристом, Лансом Фентом, и новым ударником, Джимом Войтом, назвав новое трио «The Crossing Guards». Мерилл и Робинсон присоединились, и группа из пяти человек взяла название «The Peanut Butter Conspiracy». Группа подписала контракт с «Columbia Records» в конце 1966 г., выпустив с продюсером Гари Ушером сингл «It’s A Happening Thing», который достиг 93 места в национальном поп-чарте. После этого последовал первый альбом группы, «The Peanut Butter Conspiracy Is Spreading», с тем же Ушером, который привёл в студию музыкантов, включая Глен Кемпбелл и Джеймса Бёртона, чтобы улучшить звучание группы.
Их сингл конца 1967 года «Turn On a Friend (to the Good Life)» не попал в чарты. Однако, они гастролировали по стране, добили нового гитариста, Билла Вульфа, и записали для «Columbia Records» второй альбом, The Great Conspiracy, который обычно упоминается как их лучший.
В 1968 г. они обратились в лейбл «Challenge», принадлежащий компании «Warner Bros. Records» в изменённом составе, включив бывшего органиста «Clear Light» Ральфа Шукетта и ударника Майкла Нея (Стивенса), и записали свой последний альбом «For Children of All Ages». Запись альбома задумал и осуществил Брекетт. Тем временем Мерилл изменил версию «Ashes», чей единственный альбом был в конце концов выпущен в 1970 г. на лейбле «Vault».
«The Peanut Butter Conspiracy» провели последний гастрольный тур и распались примерно в 1970 г. Мерилл и Брекетт продолжали писать песни и продюсировать других музыкантов. Робинсон также участвовала в туре 1970 г., но умерла в 1988 г.

## Дискография

### Альбомы
- The Peanut Butter Conspiracy Is Spreading (Columbia Records, Март 1967)
- The Great Conspiracy (Columbia Records, Декабрь 1967)
- For Children of All Ages (Challenge Records, 1969)

### Сборники
- West Coast Love-In (Vault, 1967)
- Turn On A Friend (Drop Out Records, 1988)
- Spreading from the Ashes (Ace Records, 2005)
- Living Dream — The Best of the Peanut Butter Conspiracy (Sundazed Music, 2005)
- Barbara (2014)